# 耶日·塞巴斯蒂安·卢博米尔斯基
亲王耶日·塞巴斯蒂安·卢博米尔斯基（波蘭語：Jerzy Sebastian Lubomirski，1616年–1667年）是波兰贵族、权贵、杰出的政治家与军事指挥官。卢博米尔斯基是神圣罗马帝国亲王。他发动了卢博米尔斯基起义。 
耶日·塞巴斯蒂安是省长与长老斯坦尼斯瓦夫·卢博米尔斯基和亲王妃索菲亚·奥丝特罗格斯卡之子。他在1641年与孔丝坦齐亚·利根扎结婚，后于1654年与芭芭拉·塔尔沃结婚。
他自1647年起担任克拉科夫长老与王室宫廷元帅，自1650年起任王室大元帅，自1658年起任王室陆军指挥官，他亦是新桑奇和斯皮什地区的长老。
卢博米尔斯基在1643年2月1日于华沙就任普通瑟姆瑟姆元帅，任至同年3月29日。 

## 生平
卢博米尔斯基因在1648年至1660年间指挥对乌克兰哥萨克、瑞典、特兰西瓦尼亚和莫斯科公国的战争而著名、另外他击溃了由乔治二世·拉科齐率领的入侵波兰的军队，并进军特兰西瓦尼亚。他也与斯坦尼斯瓦夫·“雷维拉”·波托茨基一起迫使俄军在1660年的楚德努夫战役中投降。
他是“贵族民主制”的忠诚卫士，与约翰二世反对者的领导人，约翰二世曾试图加大王权。 
国家判处他为卖国贼，随着瑟姆裁定他有罪，他在1664年失去了他的官位，被流放。
但在1665年，他发动了“卢博米尔斯基起义”，并反对联邦的制度改革。他利用他的影响力，先后在1655年利用皮奥特尔·泰莱富斯与瓦迪斯瓦夫·沃希，在1656年利用卡斯佩尔·米亚斯科夫斯基与泰奥多尔·武科姆斯基，使两届瑟姆解散。卢博米尔斯基还利用正规军与部分贵族征募军，在1665年于琴斯托霍瓦击败王室军队，在1666年于曼特维击败未来的国王扬·索别斯基率领的王室军队。
文戈尼采条约让卢博米尔斯基官复原职，并撤销了瑟姆在此前的宣判，国王被迫放弃改革计划以及“同王室选举”，也间接地迫使国王在1668年退位。但是，卢博米尔斯基被迫流亡至布雷斯劳。 （页面存档备份，存于）

## 评价
一些人称卢博米尔斯基是17世纪的杰出权贵之一。他常常成为瑟姆议员，是优秀的演讲家、军事指挥官和政治家，且有很大的抱负。.
其他人对他的造诣的评价要低得多；他被认为是既高傲又野心勃勃，他被控告在波瑞战争（1655年-1660年）行为“怪异”（即有叛国行为），他可能在击败瑞典盟友特兰西瓦尼亚时有贡献，但却没有要求任何条件就放走了他们的领导人和高级军官（而不是将他们作为政治筹码，除非达到要求，就不放走他们），而他“成功”的反波兰政府起义阻止了关键改革的推行，相应地在很长时间内带给联邦很严重的后果。他只在楚德努夫战役取得过重大胜利，但即便如此，这也不是他一人的功劳——而他随后抛弃了他的军队，独自邀功，这时他的军队却崩溃了，军饷未付，伤员无人治疗。 

## 子女
- 斯坦尼斯瓦夫·赫拉克柳什先后成为宫廷元帅与大元帅。
- 亚历山大·米哈乌成为长老。
- 谢罗尼姆·奥古斯丁成为宫廷元帅，财政官与指挥官。
- 克蕾丝蒂娜与费利克斯·卡齐米日·波托茨基结婚。
- 弗兰西谢克·塞巴斯蒂安成为长老与骑兵长。
- 耶日·多米尼克成为副司膳总管、侍从和省长。
- 安娜·克蕾丝蒂娜先后嫁给了多米尼克·米克瓦伊·拉齐维乌和弗兰西谢克·斯特凡·萨皮耶哈。